# Petyr Baelish
Petyr Baelish med tilnavnet Littlefinger er en fiktiv person i den amerikanske forfatter George R. R. Martins fantasyserie A Song of Ice and Fire og i HBOs filmatisering Game of Thrones.
Han blev introduceret i Kampen om tronen (1996). Littlefinger er møntmester i kong Roberts lille råd. Han er barndomsven med Catelyn Stark, og er opvokset med hende og hendes to søskende i Riverrun. Han har efterfølgende optrådt i Kongernes kamp (1998), En storm af sværd (2000) og Kragernes rige (2005). Han vil også optræde i den kommende roman Vinterens vinde. Littlefingers primære karaktertræk er hans snedige og bundløse ambitioner. Oprindeligt er han opvokset i en lille familie med kun ringe rigdom og indflydelse, og Baelish har brugt manipulation, bestikkelse og forbindelser han skaffede i Riverrun til at skaffe sig magt og prestige i King' Landing. Siden da har hans forskellige intriger haft direkte indvirken på adskillige store begivenheder i Westeros, inklusive at give Tyrion Lannister for et mordforsøg på Bran Stark, Lord Eddard Starks undergang, Lord Jon Arryn og kong Joffrey Baratheons død og De fem kongers krig.
Littlefinger bliver spillet af den irske skuespiller Aidan Gillen i HBO tv-serien, og hans portrættering er blevet godt modtaget af kritikerne.